# Норт-Бруксвилл (Флорида)
Норт-Бруксвилл (англ. North Brooksville) — статистически обособленная местность, расположенная в округе Эрнандо (штат Флорида, США) с населением в 1461 человек по статистическим данным переписи 2000 года.

## География
По данным Бюро переписи населения США статистически обособленная местность Норт-Бруксвилл имеет общую площадь в 7,25 квадратных километров, водных ресурсов в черте населённого пункта не имеется.
Статистически обособленная местность Норт-Бруксвилл расположена на высоте 48 м над уровнем моря.

## Демография
По данным переписи населения 2000 года в Норт-Бруксвилл проживало 1461 человек, 359 семей, насчитывалось 551 домашнее хозяйство и 636 жилых домов. Средняя плотность населения составляла около 201,52 человек на один квадратный километр. Расовый состав населённого пункта распределился следующим образом: 90,76 % белых, 5,48 % — чёрных или афроамериканцев, 0,55 % — коренных американцев, 0,75 % — азиатов, 2,19 % — представителей смешанных рас, 0,27 % — других народностей. Испаноговорящие составили 3,01 % от всех жителей статистически обособленной местности.
Из 551 домашних хозяйств в 31,8 % воспитывали детей в возрасте до 18 лет, 44,6 % представляли собой совместно проживающие супружеские пары, в 14,9 % семей женщины проживали без мужей, 34,7 % не имели семей. 28,1 % от общего числа семей на момент переписи жили самостоятельно, при этом 10,2 % составили одинокие пожилые люди в возрасте 65 лет и старше. Средний размер домашнего хозяйства составил 2,50 человек, а средний размер семьи — 3,06 человек.
Население статистически обособленной местности по возрастному диапазону по данным переписи 2000 года распределилось следующим образом: 25,7 % — жители младше 18 лет, 8,3 % — между 18 и 24 годами, 25,8 % — от 25 до 44 лет, 22,0 % — от 45 до 64 лет и 18,3 % — в возрасте 65 лет и старше. Средний возраст жителей составил 38 лет. На каждые 100 женщин в Норт-Бруксвилл приходилось 86,1 мужчин, при этом на каждые сто женщин 18 лет и старше приходилось 86,3 мужчин также старше 18 лет.
Средний доход на одно домашнее хозяйство статистически обособленной местности составил 27 917 долларов США, а средний доход на одну семью — 37 455 долларов. При этом мужчины имели средний доход в 24 728 долларов США в год против 20 781 доллар среднегодового дохода у женщин. Доход на душу населения статистически обособленной местности составил 27 917 долларов в год. 7,1 % от всего числа семей в населённом пункте и 13,7 % от всей численности населения находилось на момент переписи населения за чертой бедности, при этом 4,7 % из них были моложе 18 лет и 36,0 % — в возрасте 65 лет и старше.